# Обитічна затока
Обітóчна зато́ка (або Обитічна затока) — затока Азовського моря, у Приазовському та Приморському районах Запорізької області.

## Розташування
Розташована при північному узбережжі моря, між Федотовою та Обитічною косами; відстань між кінцівками кіс (ширина затоки) становить 59 км.
На узбережжі затоки розташовані населені пункти: смт Кирилівка; с. Степанівка Перша, Миронівка, Ігорівка, Райнівка, Преслав і селище Набережне.

## Опис

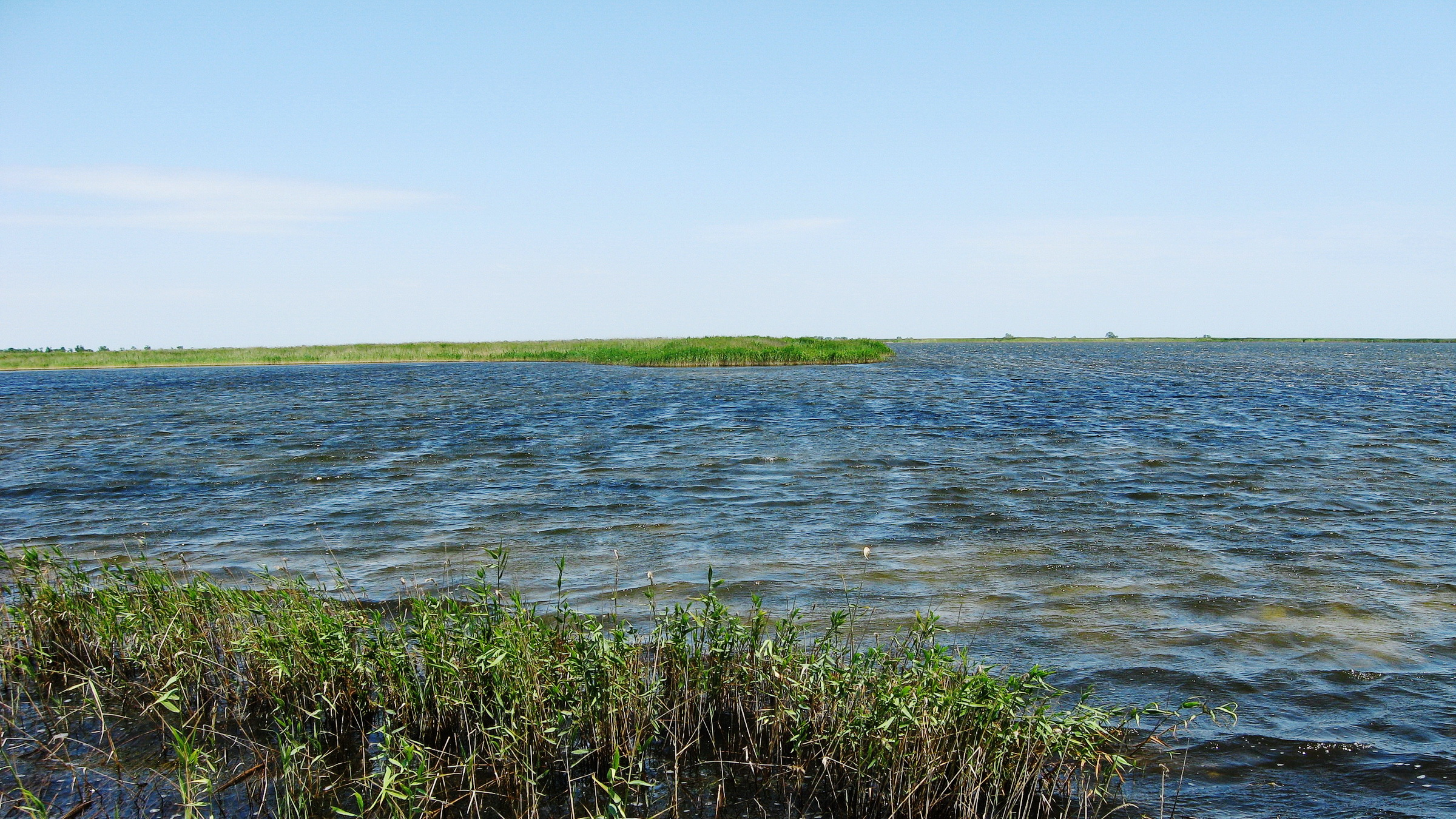

Середні глибини 6—8 м. Довжина затоки 30 м. Пересічна температура води влітку +22, +27 (макс. до +32); взимку замерзає. Солоність води 13,8 ‰.
Дно біля берега мулисте з черепашками, глина; в місцях, де до моря виходять балки,— пісок. Материкові береги високі, подекуди розчленовані балками.
У Обитічну затоку впадають річки: Молочний лиман, Домузла, Корсак, Лозуватка, Обитічна, Солона.
Указом Президента України від 11.04.2019 р. №132/2019 смуга акваторії Азовського моря в адміністративних межах Приморського району включно із затокою Обитічна увійшла до складу гідрологічного заказника загальнодержавного значення «Приморський». Заказник створено з метою збереження та відтворення біорізноманіття акваторії Азовського моря, водно-болотного угіддя міжнародного значення «Обитічна коса та Обитічна затока» і передано під охорону Приазовському національному природному парку.

## Галерея

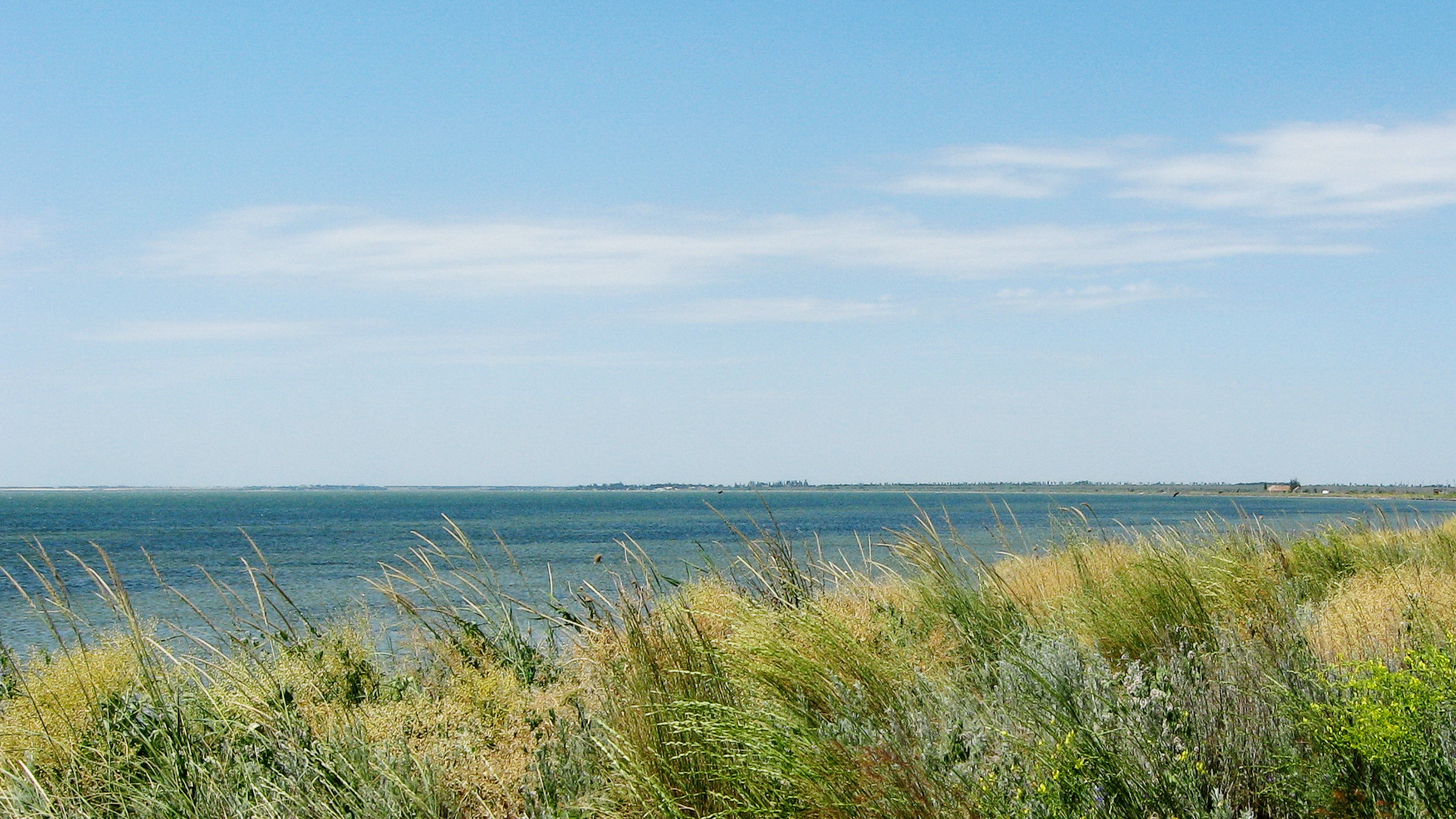
Узбережжя затоки
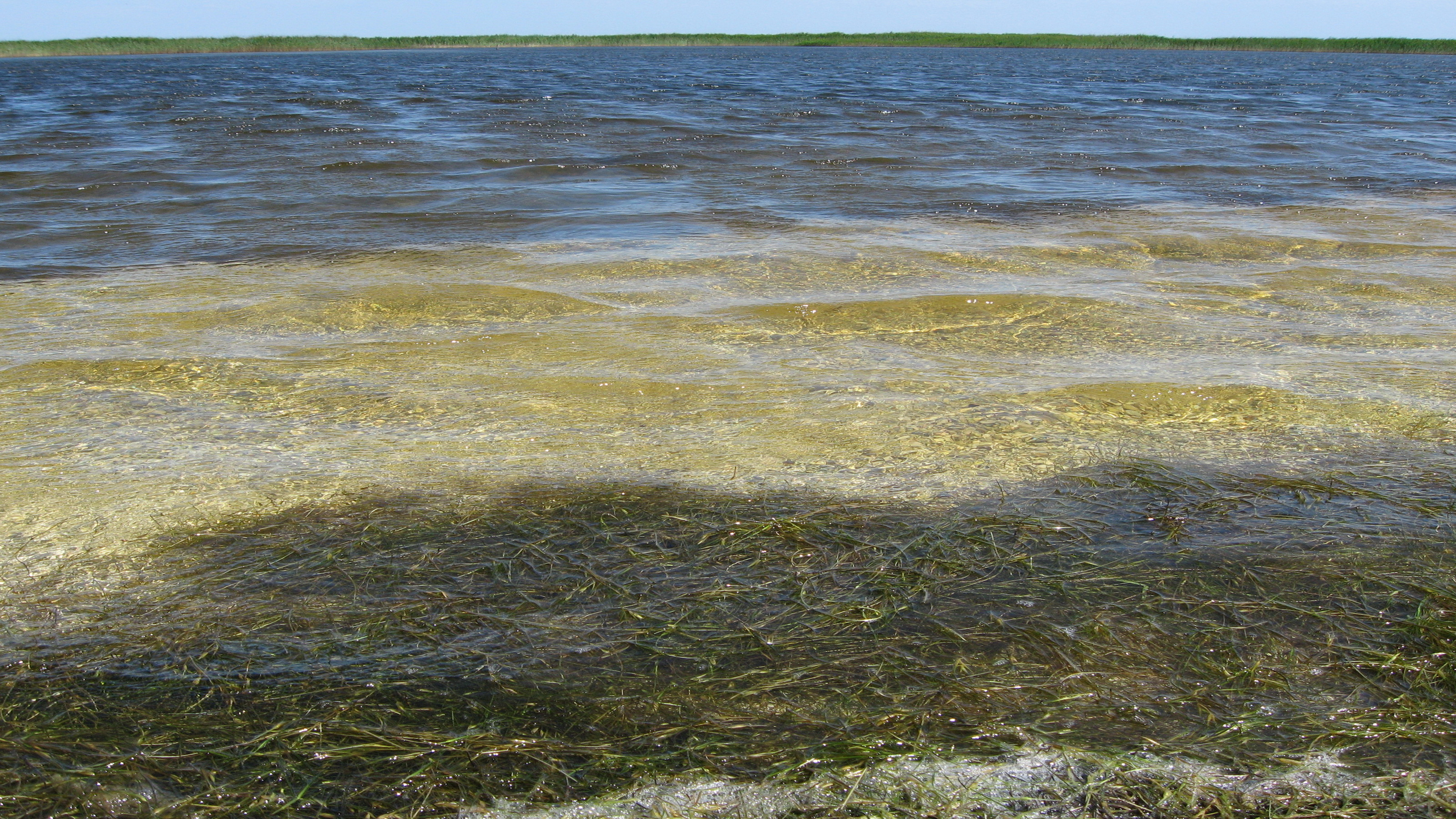
Приморська літоральна рослинність
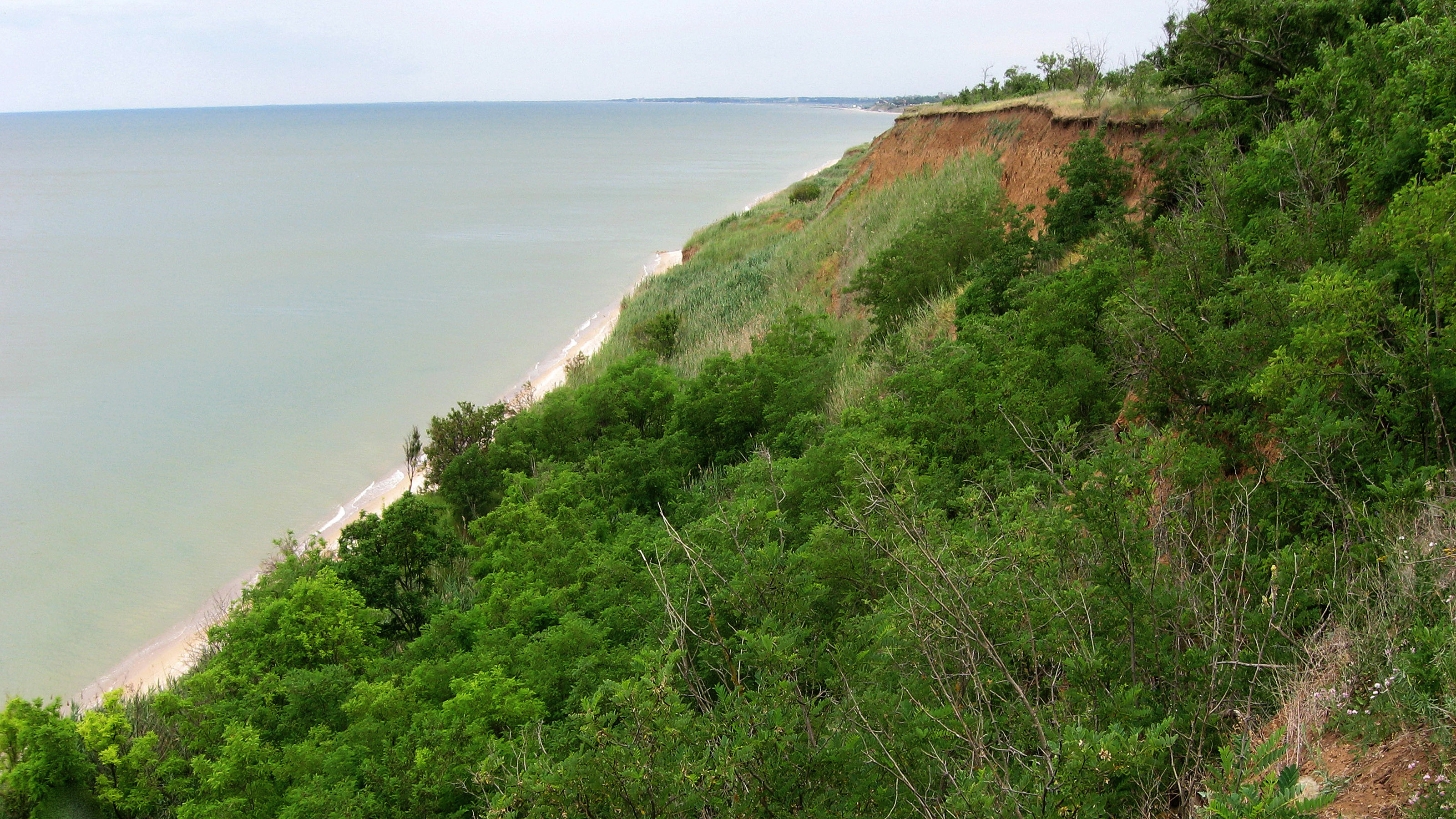
Приморська абразійна місцевість
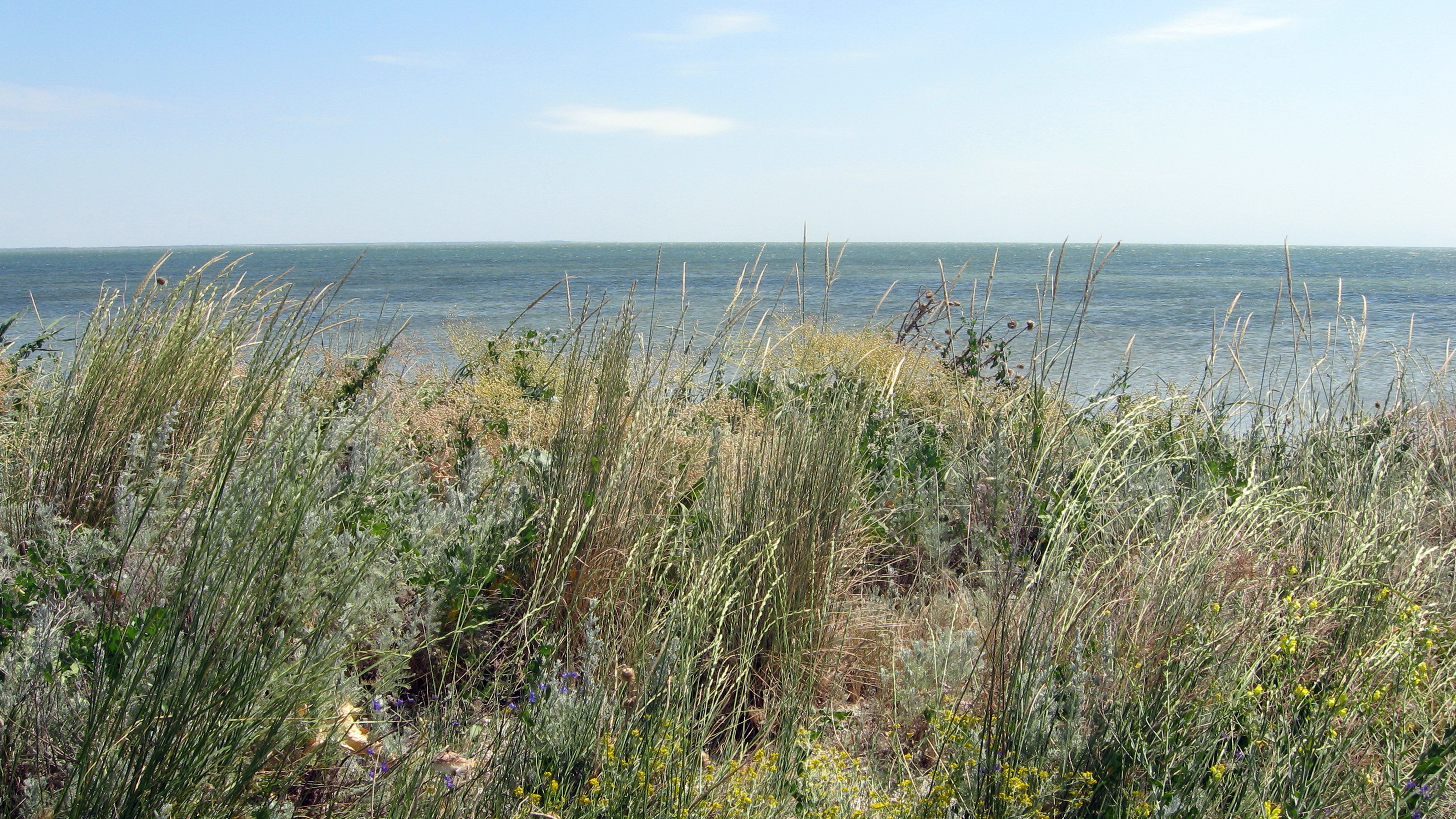
Цілинний степ над затокою
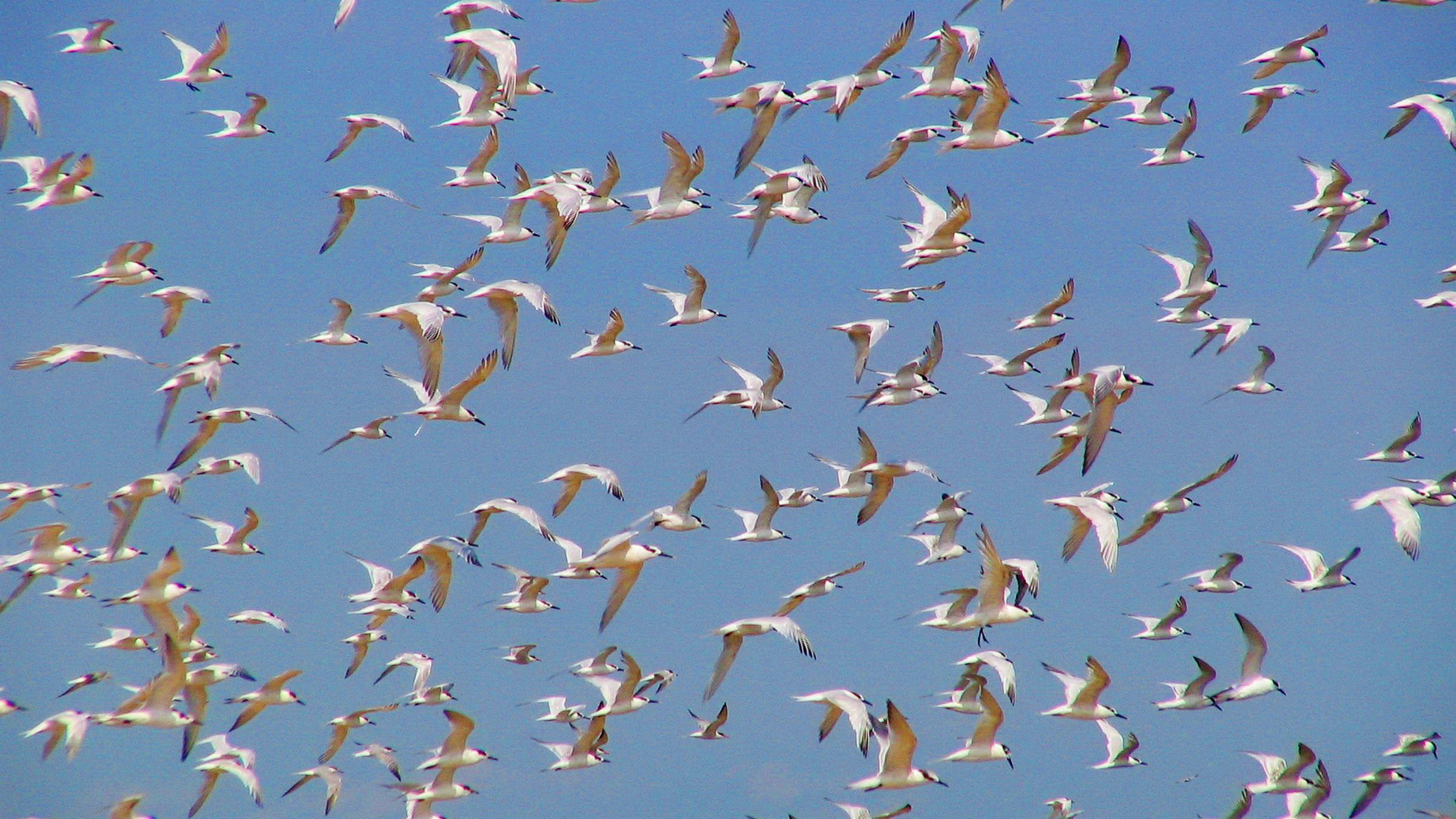
Пташина феєрія (крячки)